# Laurence
Laurence ist als eine englische Form des römischen Beinamens Laurentius ein englischer männlicher Vorname, der auch als Familienname gebräuchlich ist. Außerdem tritt Laurence im französischen Sprachraum als überwiegend weiblicher Vorname auf. Eine insbesondere in den USA vorkommende Verkleinerungsform des englischen Vornamens ist Larry, eine weitere, heute überwiegend weibliche Variante des englischen Vornamens ist Lauren. Heute jedoch gebräuchlicher als Laurence als englischer männlicher Vorname ist dessen Variante Lawrence, von dem wiederum die Verkleinerungsform Lawrie abgeleitet ist.

## Namensträger

### Männlicher Vorname
- Laurence de Erganis († nach 29. Oktober 1299), Bischof von Argyll
- Laurence Binyon (1869–1943), britischer Dichter, Dramatiker und Kunsthistoriker
- Laurence Cook (* 1939), US-amerikanischer Jazzmusiker
- Paul Laurence Dunbar (1872–1906), US-amerikanischer Dichter und Schriftsteller
- Laurence Fishburne (* 1961), US-amerikanischer Schauspieler
- Laurence Flanagan (1933–2001), irischer Historiker, Museumskurator und Autor
- Laurence Gérrard (* 1967), deutscher Chansonnier, Musiker und Schauspieler
- Laurence Harvey (1928–1973), litauisch-britischer Schauspieler
- Laurence Luckinbill (* 1934), US-amerikanischer Schauspieler
- Laurence Oliphant (1829–1888), britischer Reiseschriftsteller, Diplomat und Okkultist
- Laurence Olivier (1907–1989), britischer Schauspieler
- Laurence Picken (1909–2007), britischer Musikethnologe, Zoologe und Biochemiker
- Laurence Rosenthal (* 1926), US-amerikanischer Filmkomponist
- Laurence Rupp (* 1987), österreichischer Filmschauspieler
- Laurence Saunders (1519–1555), englischer Geistlicher und evangelischer Märtyrer
- Laurence Steinberg (* 1952), US-amerikanischer Psychologe
- Laurence Sterne (1713–1768), britischer Schriftsteller
- Laurence Wylie (1909–1996), US-amerikanischer Anthropologe und Romanist

### Weiblicher Vorname
- Laurence Auer (* 1959), französische Diplomatin
- Laurence Badie (1928–2024), französische Schauspielerin
- Laurence Bloch (* 1952), französische Journalistin und Produzentin
- Laurence Côte (* 1966), französische Schauspielerin
- Laurence Courtois (* 1976), belgische Tennisspielerin
- Laurence Deonna (1937–2023), Schweizer Journalistin, Schriftstellerin und Fotografin
- Marie-Laurence Jungfleisch (* 1990), deutsche Hochspringerin
- Laurence Owen (1944–1961), US-amerikanische Eiskunstläuferin
- Laurence St-Germain (* 1994), kanadische Skirennläuferin

### Familienname
- Aimee Laurence (* 2005), US-amerikanische Schauspielerin
- Alfred Edward Laurence (1910–2006), US-amerikanischer KZ-Überlebender
- Ashley Laurence (* 1966), US-amerikanische Schauspielerin
- Chris Laurence (* 1949), britischer Jazzbassist
- Douglas Laurence (1918–2012), US-amerikanischer Filmproduzent
- Duncan Laurence (* 1994), niederländischer Sänger
- Eliot Laurence, US-amerikanischer Drehbuchautor
- Ernso Laurence, haitianischer Fußballspieler
- Frederick Andrew Laurence (1843–1912), kanadischer Politiker
- French Laurence (1757–1809), englischer Richter und Politiker
- Imane Laurence (* 2000), französische Schauspielerin
- Jacqueline Laurence (* 1932), brasilianische Schauspielerin und Regisseurin
- Jeté Laurence (* 2007), US-amerikanische Schauspielerin
- John Zachariah Laurence (1829–1870), englischer Ophthalmologe
- Julien Laurence (* 1973), Schweizer Musiker
- Lynda Laurence (* 1944), US-amerikanische Soulsängerin
- Margaret Laurence (1926–1987), kanadische Schriftstellerin
- Max Laurence (1852–1926), deutscher Schauspieler
- Michael Laurence, eigentlicher Name von Ironik (* 1988), britischer Grime-Musiker
- Nelson Laurence (* 1984), seychellischer Fußballspieler
- Oona Laurence (* 2002), US-amerikanische Schauspielerin
- Peter H. Laurence (1923–2007), britischer Diplomat
- Richard Laurence (1760–1838), englischer Hebraiker
- Samuel Laurence (1812–1884), britischer Maler
- Sherisse Laurence, kanadische Sängerin und Moderatorin
- Sydney Laurence (1865–1940), US-amerikanischer Maler
- Timothy Laurence (* 1955), englischer Vizeadmiral und zweiter Ehemann von Prinzessin Anne
- Trevor Laurence (* 1952), neuseeländischer Hockeyspieler
- William L. Laurence (1888–1977), US-amerikanischer Journalist
- Willy Laurence (* 1984), Fußballspieler für Guadeloupe